# Anagrus erythroneurae
Anagrus erythroneurae is een vliesvleugelig insect uit de familie Mymaridae. De wetenschappelijke naam is voor het eerst geldig gepubliceerd in 1994 door S. Trjapitzin & Chiappini.